# Мес Крекелс
Мес Крекелс (нід. Mees Kreekels, нар. 1 листопада 2001, Гелмонд, Нідерланди) — нідерландський футболіст, центральний захисник клубу «Вітесс».

## Ігрова кар'єра

### Клубна
Мес Крекелс є вихованцем клубної академії ПСВ, до якої він приєднався у 2009 році. У січні 2020 року футболіста було внесено до заявки першої команди ПСВ. Не маючи можливостей пробитися до основи, Крекелс три сезони провів, граючи за дублюючий склад Йонг ПСВ в Еерстедивізі.
В січні 2023 року Крекелс перейшов до клубу «Гелмонд Спорт», з яким підписав контракт на півтора роки. Після закінчення терміну контракту, в серпні 2024 року захисник на правах вільного агенту приєднався до клубу «Вітесс», який вилетів з вищого дивізіону чемпіонату Нідерландів. З клубом Меес підписав дворічний контракт.

### Збірна
З 2017 року Мес Крекелс виступав за юнацькі збірні Нідерландів.